# Burning Heart Records
Burning Heart Records és un segell discogràfic independent creat l'any 1993 a Fagersta, Suècia, i actualment establert a Örebro. Manté un acord comercial amb el segell californià Epitaph Records, el qual en posseeix els drets de distribució a Amèrica del Nord. Burning Heart Records obrí una oficina a Berlín a finals de 2003.
Burning Heart Records ha tingut molt èxit a l'hora de projectar bandes sueques a un públic global. Els seus èxits inclouen The Hives, Turbonegro, The (International) Noise Conspiracy, Millencolin, No fun at all i Refused. Burning Heart Records s'ha centrat en la música punk rock, però també ha produït treballs de rock, ska i rap.

## Grups
Aquests són alguns grups que han publicat amb Burning Heart Records:
| - 59 Times The Pain - Asta Kask - The Accidents - Between Us - Bodyjar - Bombshell Rocks - Boysetsfire - Booze & Glory - Breach - Buster Shuffle - C.Aarmé - Chickenpox - Division of Laura Lee - Donots - Flogging Molly - Franky Lee | - Giuda - Give Up the Ghost - Her Bright Skies - Hell Is for Heroes - The Hives - Home Grown - The (International) Noise Conspiracy - Liberator - Looptroop Rockers - The Lost Patrol Band - Kid Down - Midtown - Millencolin - Moneybrother - Monster - Nasum | - Nine - No Fun at All - Parkway Drive - Path of No Return - Promoe - Raised Fist - Randy - Refused - Samiam - Satanic Surfers - Sounds Like Violence - Team Blender - Turbonegro - Voice of a Generation - The Weakerthans - Within Reach |